# Campeonato Paulista de Futebol de 1943
O Campeonato Paulista de Futebol de 1943 foi a 3.ª edição do campeonato organizado pela Federação Paulista de Futebol. Teve como campeão o São Paulo e o Corinthians como vice-campeão.
Foi o segundo título estadual conquistado pela agremiação tricolor, e o primeiro após sua refundação, em 1935. O artilheiro da competição foi Mario Milani, do Corinthians, com vinte gols.

## História

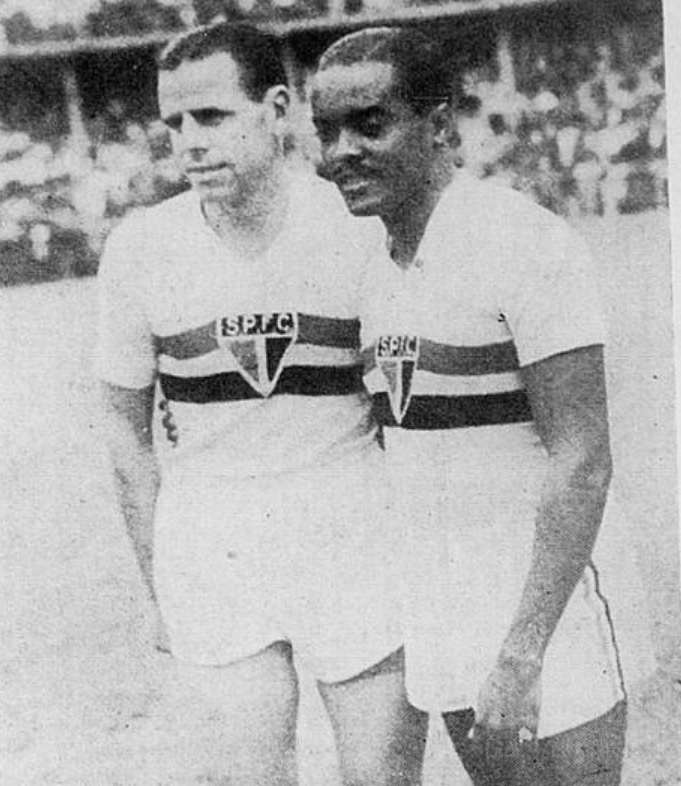
Antônio Sastre e Leônidas com a camisa do São Paulo

Desde 1937, o Paulistão sempre ficava entre Corinthians e Palmeiras, o que gerou a piada de que, para decidir quem seria o campeão, bastava jogar cara ou coroa, já que só havia duas possibilidades. Um dirigente são-paulino questionou a piada, perguntando quando, nesse caso, o São Paulo seria o campeão. Responderam-lhe que o São Paulo só seria campeão paulista se a moeda caísse de pé.
Corinthians, Palmeiras e São Paulo disputaram ponto a ponto até a última rodada, com os clássicos marcados para as últimas rodadas. No início de setembro, o Corinthians liderava o torneio, com quatro pontos perdidos, seguido por São Paulo, com seis, e Palmeiras, com oito. O São Paulo então venceu o confronto direto com o Corinthians por 2 a 0, passando a dividir com este a liderança, dois pontos perdidos à frente do Palmeiras. No jogo seguinte, o Tricolor venceu o Santos por 4 a 1, na Vila Belmiro e manteve-se na liderança, faltando-lhe apenas uma partida, contra o Palmeiras.
Na rodada seguinte, o Corinthians perdeu outro clássico, desta vez para o Palmeiras, por 3 a 1, e, ao ficar com oito pontos perdidos, deixou o São Paulo na liderança isolada. Corinthians e Palmeiras passaram a dividir a vice-liderança. Como o Corinthians venceu as suas duas partidas restantes, se o Palmeiras vencesse o Choque-Rei da última rodada, os três clubes ficariam empatados, com 32 pontos ganhos e oito pontos perdidos, e teriam de disputar um desempate. Chegou-se a cogitar que o São Paulo poderia "entregar" o jogo ao Palmeiras, para se beneficiar das rendas desse eventual desempate, porém o time segurou o 0 a 0, mesmo com um jogador a menos desde os seis minutos (Sastre contundiu-se e passou o resto do jogo fazendo número, pois à época não eram permitidas substituições), e o Tricolor ficou com a taça. Foi o ano em que "a moeda caiu em pé". Ao fim do campeonato, com o título são-paulino, a diretoria tricolor fez uma carreata, que incluiu um carro alegórico com uma moeda de pé.

## Participantes
Disputaram o título onze equipes: Palmeiras, Corinthians, São Paulo, Portuguesa, Juventus, Ypiranga, São Paulo Railway e Comercial, todas da capital, além de Santos, Portuguesa Santista e Jabaquara, as três da cidade de Santos.

## Regulamento
Campeonato disputado em pontos corridos, onde todos enfrentam todos, em turno e returno. Em caso de empate na liderança ao fim do returno, haveria um "supercampeonato" entre os clubes empatados: um torneio com pontuação independente, em turno único entre cada um dos líderes empatados. Não havia classificação a outros torneios nem rebaixamento.

## Resultados
|                     | COM | COR | JAB | JUV | PAL | POR | PSA | SAN | SAO | SPR | YPI |
| ------------------- | --- | --- | --- | --- | --- | --- | --- | --- | --- | --- | --- |
| Comercial           | —   | 2–4 | 3–1 | 3–2 | 1–2 | 1–3 | 1–1 | 2–7 | 1–2 | 6–1 | 1–2 |
| Corinthians         | 2–1 | —   | 9–0 | 2–2 | 0–2 | 6–1 | 2–2 | 2–1 | 0–2 | 7–1 | 2–0 |
| Jabaquara           | 1–3 | 2–8 | —   | 1–2 | 2–3 | 0–4 | 3–4 | 2–2 | 2–3 | 2–1 | 0–1 |
| Juventus            | 1–1 | 1–3 | 6–0 | —   | 2–2 | 0–1 | 5–1 | 2–1 | 1–1 | 5–1 | 1–3 |
| Palmeiras           | 3–0 | 3–1 | 4–2 | 3–1 | —   | 3–1 | 5–0 | 1–0 | 1–2 | 1–2 | 6–0 |
| Portuguesa          | 4–1 | 1–2 | 6–0 | 1–4 | 0–0 | —   | 2–1 | 2–1 | 0–3 | 2–2 | 1–0 |
| Portuguesa Santista | 2–4 | 1–6 | 2–1 | 0–3 | 2–5 | 2–1 | —   | 0–3 | 1–8 | 3–2 | 2–4 |
| Santos              | 3–1 | 2–5 | 3–1 | 1–3 | 2–0 | 2–1 | 5–1 | —   | 1–4 | 4–1 | 1–0 |
| São Paulo           | 4–1 | 1–2 | 4–3 | 3–2 | 0–0 | 1–1 | 9–0 | 6–1 | —   | 5–1 | 1–2 |
| São Paulo Railway   | 4–2 | 3–5 | 0–3 | 2–5 | 2–8 | 2–5 | 5–4 | 2–3 | 1–2 | —   | 1–2 |
| Ypiranga            | 4–2 | 0–3 | 5–4 | 1–1 | 0–1 | 3–2 | 7–3 | 3–2 | 1–2 | 3–4 | —   |

## Jogo do título
| 3 de outubro de 1943 | São Paulo | 0 – 0         | Palmeiras | Pacaembu, São Paulo |
| 16h40 Histórico      |           | Ficha técnica |           | Público: 42 143 pagantes (50 143 presentes) Renda: Cr$ 522 577 (recorde na época) Árbitro: Carlos de Oliveira Monteiro |

- São Paulo: King; Piolim e Virgílio; Zezé Procópio, Zarzur e Noronha; Luizinho, Sastre, Leônidas da Silva, Remo Januzzi e Pardal. Técnico: Joreca.
- Palmeiras: Oberdan Cattani; Junqueira e Osvaldo; Brandão, Og Moreira e Dacunto; Caxambu, González, Cabeção, Villadóniga e Canhotinho. Técnico: Del Debbio
  - Presentes ao jogo: General Charles Hillman (chefe do corpo de saúde do exército norte-americano) e Coriolano de Góes (secretário da Segurança Pública de São Paulo)
  - Jogo preliminar: São Paulo (aspirantes) 1 x 1 Palmeiras (aspirantes)

| Campeão Paulista de 1943 |
| ------------------------ |
| SÃO PAULO (2º título)    |

## Classificação final
| Classificação - Final | Classificação - Final  | Classificação - Final | Classificação - Final | Classificação - Final | Classificação - Final | Classificação - Final | Classificação - Final | Classificação - Final | Classificação - Final |
| Time | Time                   | PG                    | J                     | V                     | E                     | D                     | GP                    | GC                    | SG                    |
| --- | ---------------------- | --------------------- | --------------------- | --------------------- | --------------------- | --------------------- | --------------------- | --------------------- | --------------------- |
| 1 | São Paulo              | 33                    | 20                    | 15                    | 3                     | 2                     | 63                    | 21                    | 42                    |
| 2 | Corinthians            | 32                    | 20                    | 15                    | 2                     | 3                     | 71                    | 28                    | 43                    |
| 3 | Palmeiras              | 31                    | 20                    | 14                    | 3                     | 3                     | 53                    | 20                    | 33                    |
| 4 | Juventus               | 23                    | 20                    | 9                     | 5                     | 6                     | 49                    | 31                    | 18                    |
| 5 | Ypiranga               | 23                    | 20                    | 11                    | 1                     | 8                     | 41                    | 40                    | 1                     |
| 6 | Santos                 | 21                    | 20                    | 10                    | 1                     | 9                     | 45                    | 39                    | 6                     |
| 7 | Portuguesa             | 21                    | 20                    | 9                     | 3                     | 8                     | 39                    | 34                    | 5                     |
| 8 | Comercial de São Paulo | 12                    | 20                    | 5                     | 2                     | 13                    | 37                    | 53                    | -16                   |
| 9 | Portuguesa Santista    | 10                    | 20                    | 4                     | 2                     | 14                    | 32                    | 81                    | -49                   |
| 10 | São Paulo Railway      | 9                     | 20                    | 4                     | 1                     | 15                    | 38                    | 77                    | - 39                  |
| 11 | Jabaquara              | 5                     | 20                    | 2                     | 1                     | 17                    | 29                    | 73                    | - 44                  |
| PG - Pontos Ganhos; J - Jogos; V - Vitórias; E - Empates; D - Derrotas; GP - Gols Pró; GC - Gols Contra; SG - Saldo de Gols |                        |                       |                       |                       |                       |                       |                       |                       |                       |

|  |         |
|  | Campeão |